# Peperomia spathophylla
Peperomia spathophylla là một loài thực vật có hoa trong họ Hồ tiêu. Loài này được Dahlst. miêu tả khoa học đầu tiên năm 1900.